# Eberhard von Limburg-Styrum
Eberhard von Limburg-Styrum (* um 1380; † um 1424) war ein deutscher Adliger, durch Erbe Herr von Styrum.

## Abstammung
Eberhard war ein Sohn von Dietrich III. von Limburg-Styrum († 2. Mai 1398) und dessen Ehefrau Gräfin Johanna von Reifferscheid († um 1384).

## Ehe und Nachkommen
Eberhard heiratete Gräfin Ponzetta (Bonzyt) von Neuenahr‑Dyck, verwitwete von Saffenberg (* 1406; † um 1450), und hatte folgende Nachkommen:
- Wilhelm (* um 1420; † 28. Februar 1459)

⚭ 4. März 1448 mit Gräfin Agnes von Limburg-Broich (* um 1420; † um 1493), Tochter von Dietrich V. von Limburg-Broich
- Eberhard († nach 1450), Kanoniker in Köln
- Hermann († 1489)